# Berthouville-skatten
Berthouville-skatten (fransk Trésor de Berthouville) er et depotfund af romersk sølv, der blev fundet under en pløjning i 1830 i bebyggelsen Villeret i kommunen Berthouville i Eure-departementet i Normandiet i Frankrig.
Fundet består af 93 skåle, kopper og kander, og det vejer omkring 25 kg. Genstandene stammer fra det første og andet århundrede e.Kr. og blev begravet engang i 100- eller begyndelsen af 200-tallet.
Straks efter opdagelsen blev skatten solgt for 15.000 franc, og den er i dag på Cabinet des Médailles i Bibliothèque nationale, Paris.